# Phyllopodopsyllus
Phyllopodopsyllus är ett släkte av kräftdjur. Phyllopodopsyllus ingår i familjen Tetragonicipitidae.

## Dottertaxa tillPhyllopodopsyllus, i alfabetisk ordning[1]
- Phyllopodopsyllus aegypticus
- Phyllopodopsyllus bahamensis
- Phyllopodopsyllus bermudae
- Phyllopodopsyllus berrieri
- Phyllopodopsyllus biarticulatus
- Phyllopodopsyllus borutzkyi
- Phyllopodopsyllus bradyi
- Phyllopodopsyllus briani
- Phyllopodopsyllus chavei
- Phyllopodopsyllus danielae
- Phyllopodopsyllus furciger
- Phyllopodopsyllus geddesi
- Phyllopodopsyllus gertrudi
- Phyllopodopsyllus hardingi
- Phyllopodopsyllus hermani
- Phyllopodopsyllus hibernicus
- Phyllopodopsyllus langi
- Phyllopodopsyllus laticauda
- Phyllopodopsyllus longicaudatus
- Phyllopodopsyllus longipalpatus
- Phyllopodopsyllus medius
- Phyllopodopsyllus mielkei
- Phyllopodopsyllus minor
- Phyllopodopsyllus minutus
- Phyllopodopsyllus mossmani
- Phyllopodopsyllus opisthoceratus
- Phyllopodopsyllus paraborutzkyi
- Phyllopodopsyllus parabradyi
- Phyllopodopsyllus parafurciger
- Phyllopodopsyllus paramossmani
- Phyllopodopsyllus paraxenus
- Phyllopodopsyllus pauli
- Phyllopodopsyllus petkovskii
- Phyllopodopsyllus pirgos
- Phyllopodopsyllus thiebaudi
- Phyllopodopsyllus tristanensis
- Phyllopodopsyllus xenus